# Notre-Dame-du-Chêne (Plobsheim)

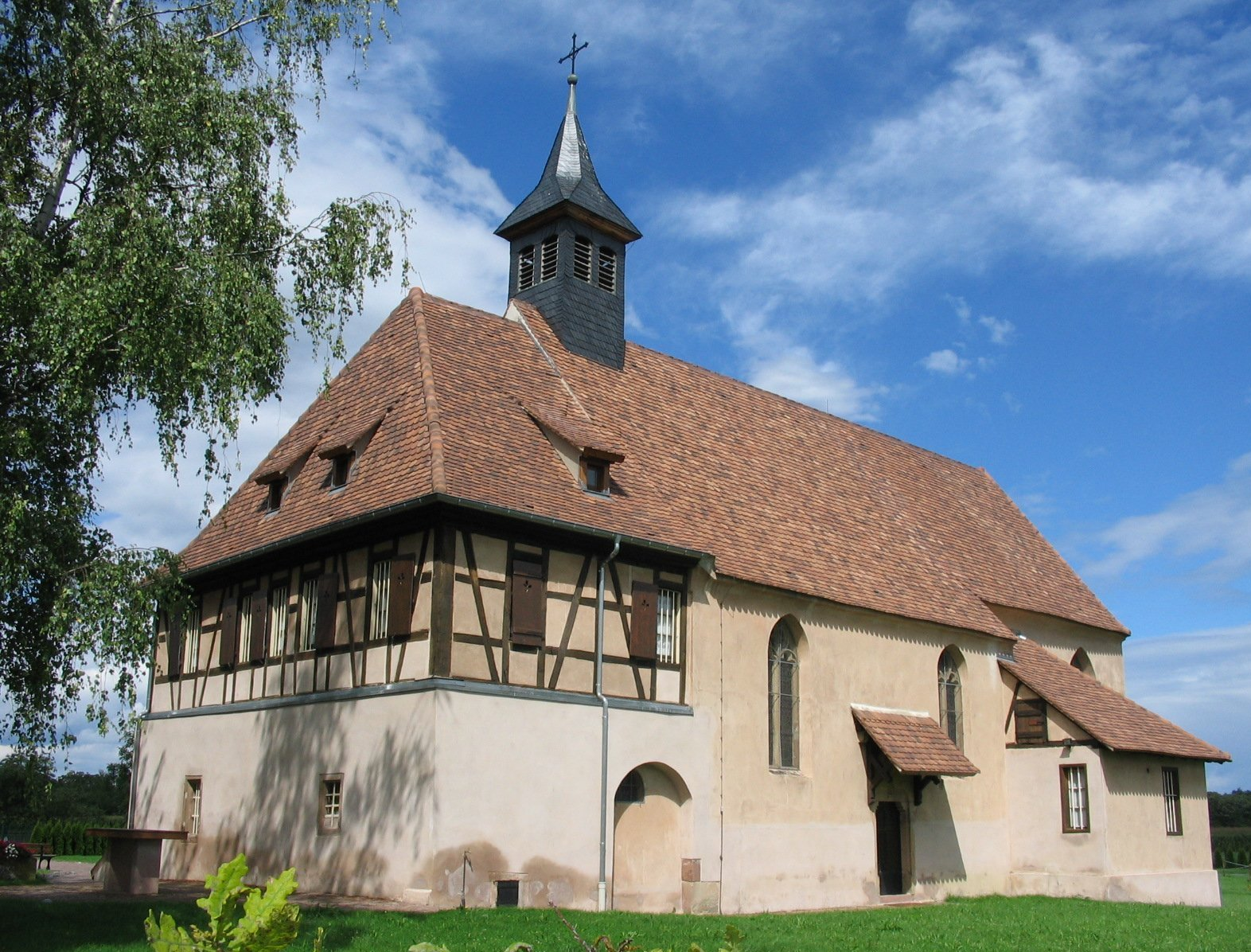
Die Kapelle von Südwesten

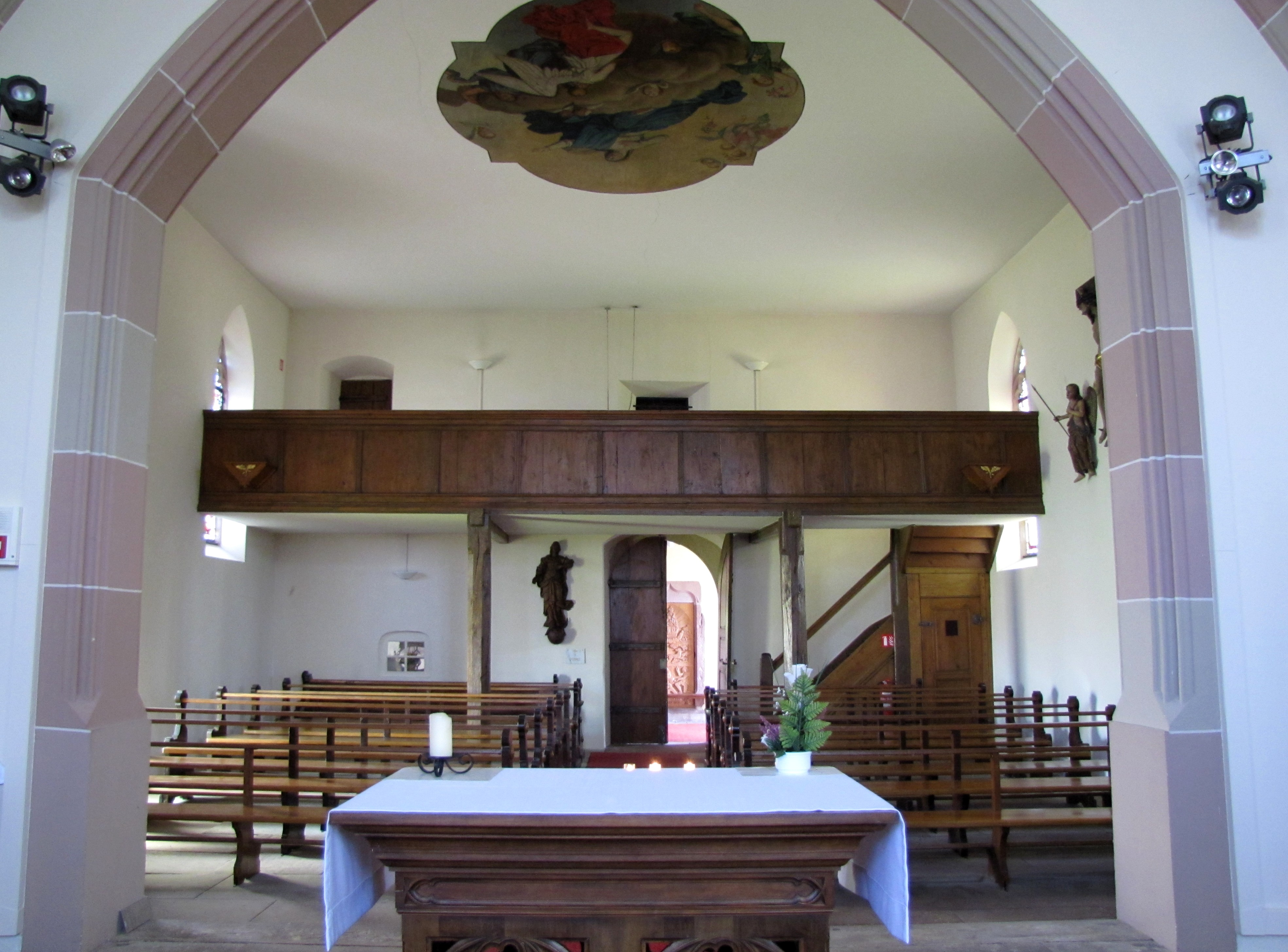
Blick in das Kirchenschiff

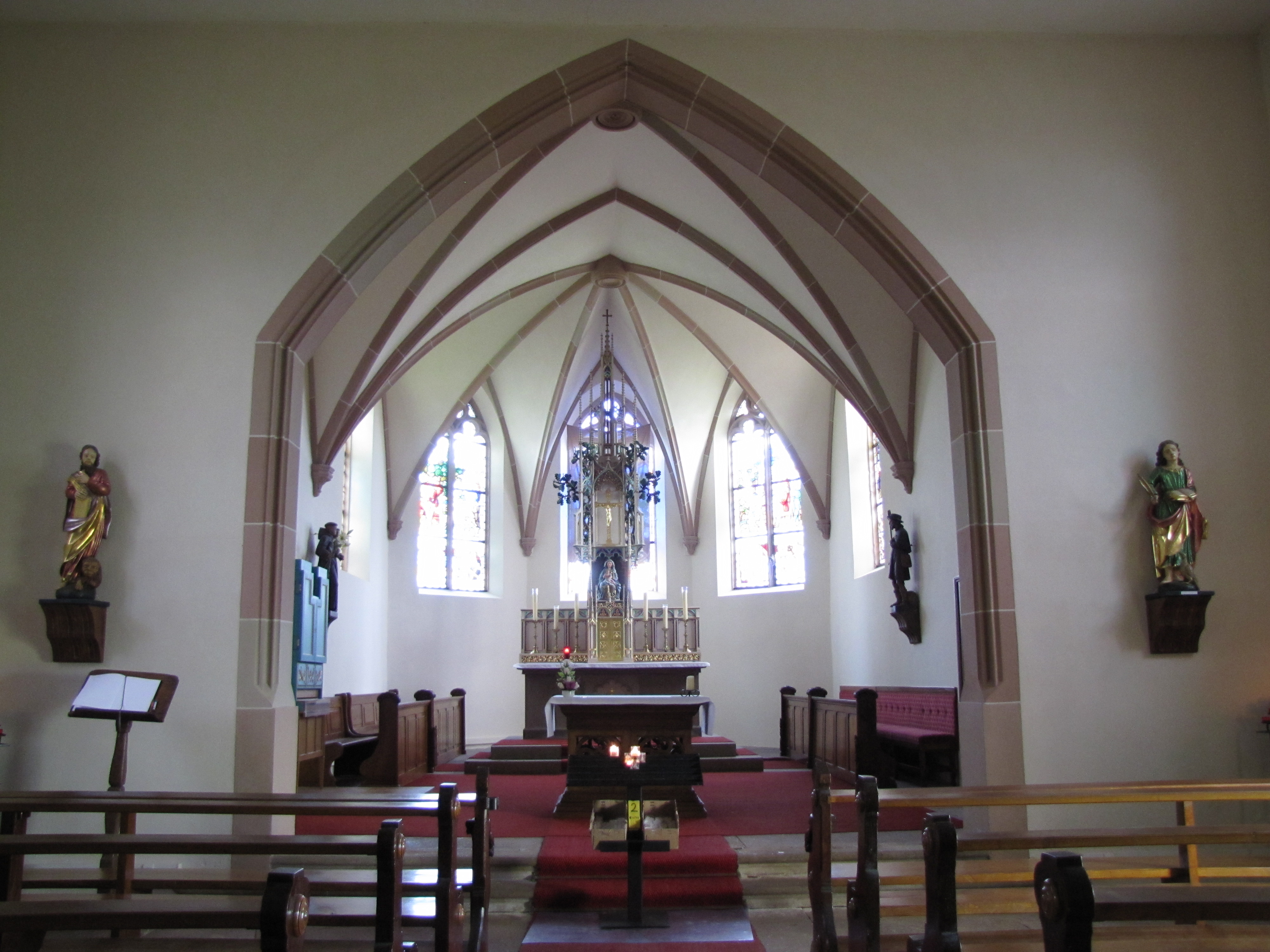
Blick in den Chor mit neugotischem Hochaltar

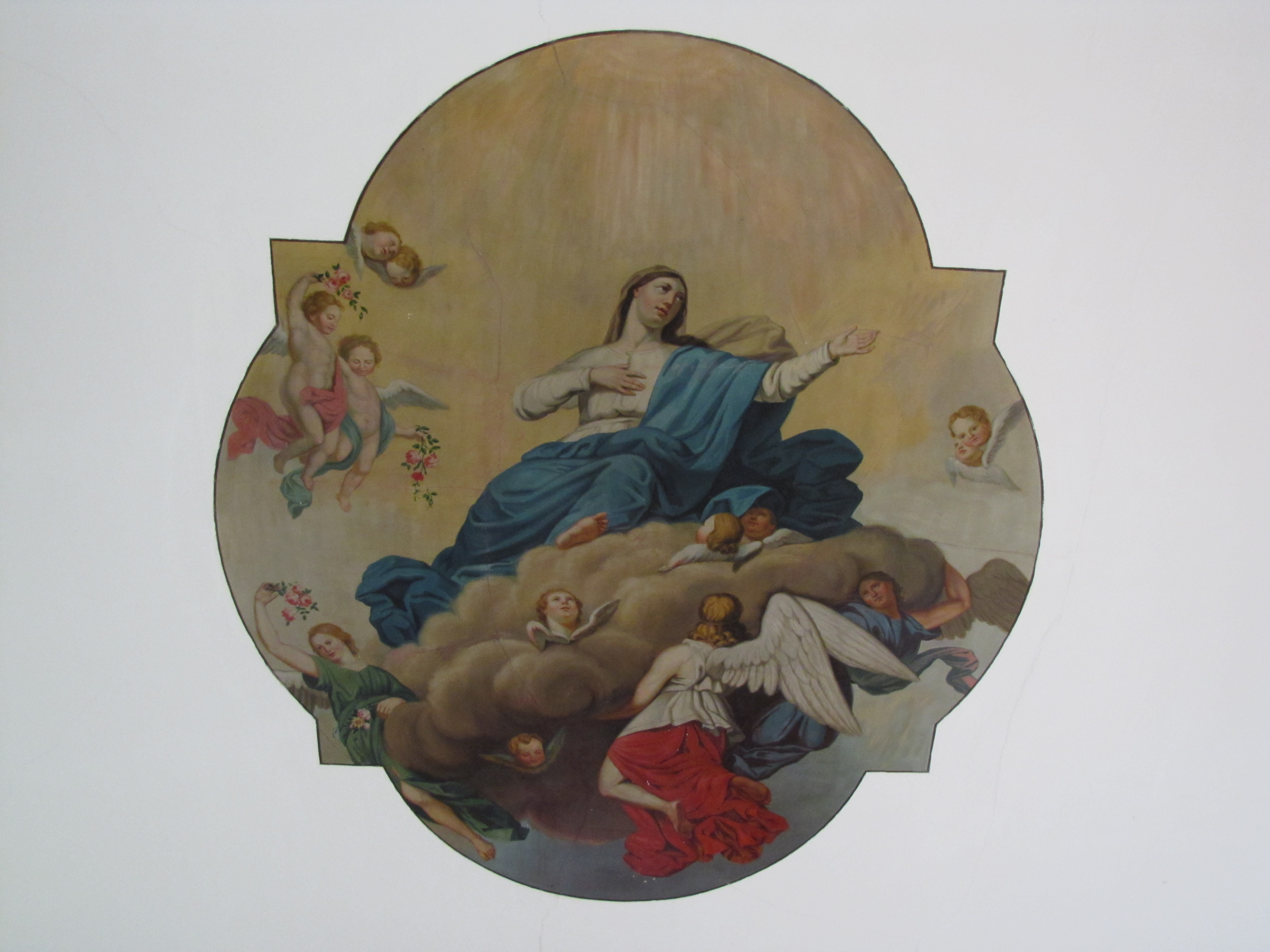
Deckengemälde

Notre-Dame-du-Chêne (auch Sainte-Marie-du-Chêne; dt.: Unsere Liebe Frau zur Eiche) ist eine römisch-katholische Kirche in der elsässischen Gemeinde Plobsheim. Sie steht als Monument historique unter Denkmalschutz.

## Geschichte
Die spätgotische Kirche liegt südlich des Ortes am Rhein-Rhône-Kanal. Erstmals erwähnt wurde dort 1351 eine Kapelle zweier Höfe. Nach der Zerstörung im Hundertjährigen Krieg durch die Armagnaken, wurde die Kirche 1451 auf Wunsch des Ritters Adam Zorn, einem Rückkehrer der Kreuzzüge, wiederaufgebaut. Aus dieser Zeit stammt das Kirchenschiff. Der Chor entstand um 1500. 1570 schloss sich die Familie Zorn der Reformation an und die Kirche wurde protestantisch. Schon 1589 wurde die Kirche wieder eine katholische. Vom Mittelalter bis zur Französischen Revolution war die Kirche jährlicher Wallfahrtsort der Straßburger Bäckerzunft. Ab 1648 wohnte ein Eremit bei der Kapelle.
1809 wurde die Kapelle im Inneren restauriert und der Chor neu ausgemalt. Außerdem wurden zwei neue Seitenaltäre angeschafft. 1812 bezog der Franziskaner Joseph Berger die Unterkunft des Eremiten und ließ Kirche und Wohnung renovieren. 1817 verkaufte er die Kirche an den Straßburger Bankier und späteren Bürgermeister Jean-Frédéric de Turckheim. 1866 erwarb die Kirchenverwaltung von Plobsheim die Kapelle. 1905 erhielt die Kapelle einen neuen Hochaltar. 1981 wurde die Kirche innen saniert.

## Architektur
Die flachgedeckte Saalkirche wurde über einem rechteckigen Grundriss errichtet und endet im Osten in einem lang gestreckten eingezogenen Chor mit dreiseitigem Schluss und Kreuzrippengewölbe. Eine hölzerne Chorschranke trennte ehemals Kirchenschiff und Chor.
Der Chor besitzt fünf Fenster: eines auf jeder Längsseite und je eines auf den Schlussseiten. Ein profilierter Kielbogen führt zum Chor. Auf der Westseite führt eine große Tür mit Segmentbogen in einen Andachtsraum. Darüber sitzt eine hölzerne Empore mit Tür und Fenster zum Wohnbereich.
An der Westseite schließt sich ein Gebäude an, das im Erdgeschoss aus Stein, darüber aus Fachwerk besteht. Das Erdgeschoss ist als Andachtsraum vorgesehen, das Obergeschoss als Wohnraum.
Auf der Nord- und der Südseite sitzen je zwei Fenster mit Maßwerk. Außerdem sitzt hier das Eingangsportal mit Kielbogen. Der Anbau im Westen besitzt auf der Südseite ein vermauertes Rundbogenportal. Im nördlichen Portal mit Kielbogen im Sturz steht die Inschrift: 1812 / HEIT DEN 20. MAY / IST DURCH HERR / FRANTZ JOSEPH BERGER AUFGERICHT / GEBOREN IN ERSTEIN. Das Obergeschoss besitzt fünf Fensterachsen auf der Westseite und je zwei auf Nord- und Südseite.
Auf der Südseite sitzt im Winkel zwischen Kirchenschiff und Chor eine kleine Sakristei. Auf dem Satteldach des Kirchenschiffes sitzt im Westen ein geschlossener Dachreiter über quadratischem Grundriss. 

## Ausstattung
In der Flachdecke sitzt zentral ein ovales Deckengemälde einer Mariä Himmelfahrt. Im neugotischen Hochaltar steht eine Muttergottes (Anfang des 17. Jahrhunderts). 
Die Chorfenster stammen aus dem Jahr 1946 und zeigen die Entstehungsgeschichte der Kirche sowie Stifter und Wappen. Sie stammen von dem Glasmaler Ott. Im Andachtsraum auf der westlichen Stirnseite halbrundes Fenster mit Glasmalerei von Ott, darunter eine Pieta. Im Andachtsraum befindet sich außerdem eine Ölberg-Darstellung aus dem 17./18. Jahrhundert.
Im Chor stehen auch die Holzstatuen eines hl. Wendelin und eines Antonius von Padua aus dem 18./19. Jahrhundert. Im Kirchenschiff stehen Figuren der Evangelisten Markus und Johannes, die aus Riquewihr stammen.